# Kali indica
Kali indica är en fiskart som beskrevs av Lloyd, 1909. Kali indica ingår i släktet Kali och familjen Chiasmodontidae. Inga underarter finns listade i Catalogue of Life.